# آلبیسولا سوپریوره
آلبیسولا سوپریوره (به ایتالیایی: Albisola Superiore) یک سکونتگاه مسکونی در ایتالیا است که در استان ساونا واقع شده‌است.

## خصوصیات
آلبیسولا سوپریوره ۲۹٫۰ کیلومترمربع مساحت و ۱۰٬۷۶۴ نفر جمعیت دارد و ۱۰ متر بالاتر از سطح دریا واقع شده‌است.